# Marie-France Baulez
Marie-France Baulez Fromentin, née le 16 décembre 1943, est une parachutiste française.

## Palmarès
- Championne du monde de précision aérienne par équipes en 1970 (Bled) (Yougoslavie);
- Championne du monde du combiné individuel en 1970 (Bled) (Yougoslavie);
- Médaille d'argent en voltige en 1970 (Bled) (Yougoslavie);
- Médaille de bronze en précision d'atterrissage individuelle en 1970 (Bled) (Yougoslavie);
- Championne du monde de voltige individuelle en 1972 (Tahlequah);

## Récompense
- Double Médaillée de l'Académie des sports, en 1970 et 1972.
- Chevalier de la légion d’honneur, en 1973.